# Magoúla (ort i Grekland, Västra Grekland)
Magoúla (Magoula) är en ort i Grekland.   Den ligger i prefekturen Nomós Aitolías kai Akarnanías och regionen Västra Grekland, i den centrala delen av landet, 220 km väster om huvudstaden Aten. Magoúla ligger 8 meter över havet och antalet invånare är 422.
Terrängen runt Magoúla är platt. Havet är nära Magoúla åt sydost.  Närmaste större samhälle är Mesolóngi, 14,5 km öster om Magoúla. 